# Таркпеа, Эрих Карлович
Эрих Карлович Таркпеа (эст. Erich Tarkpea; 24 октября (6 ноября) 1904, приход Аудерн, Перновский уезд, Лифляндская губерния — 17 мая 1978, Таллин, Эстонская ССР) — эстонский и советский политик и государственный деятель. Депутат Верховного Совета СССР 1-го созыва, первый секретарь ЛКСМ Эстонии.

## Биография
Родился в крестьянской семье, где было 9 братьев и сестёр. Член Коммунистической партии Эстонии с 1922 года, занимался подпольной партийной работой. В 1924—1931 и 1934—1935 годах находился в заключении.
С установлением советской власти в Эстонии стал одним из создателей республиканской комсомольской организации. В 1940—1941 годах — первый секретарь ЛКСМ Эстонской ССР, в этой должности входил в состав ЦК КПЭ. Депутат Верховного Совета Эстонской ССР (1940). 12 января 1941 года в результате довыборов избран депутатом Верховного Совета СССР 1-го созыва.
В годы Великой Отечественной войны служил комиссаром в эстонских частях Красной Армии, воинское звание — батальонный комиссар. В частности, был комиссаром 1-го Эстонского отдельного запасного стрелкового полка.
В послевоенные годы работал в органах государственной власти. В 1952—1953 годах — секретарь Исполнительного комитета Пярнуского областного Совета. По состоянию на 1965 год — начальник отдела кадров Министерства культуры Эстонской ССР.
Скончался 17 мая 1978 года в Таллине.
Оставил мемуары, изданные в 1983 году.